# 深田祐介
深田 祐介（ふかだ ゆうすけ、1931年7月15日 - 2014年7月14日）は、日本の作家。本名は深田 雄輔。
1982年に『炎熱商人』で第87回直木賞を受賞。

## 経歴

### 生い立ち
東京市で生まれる。曾祖父は江戸城の「奥」に出入りする御用商人で、祖父深田米次郎は日本橋で深田銀行を設立するも不況により愛知銀行 (東海銀行の前身)に吸収され父は、入サ証券を創業して、第二次世界大戦中の1944年（昭和19年）に丸三証券（前身の「長尾秀一商店」）へ売却している。なお、この頃避暑に湘南に行った際、東条英機首相と会っている。暁星高等学校を経て早稲田大学法学部に入学し、在学中より堀辰雄に傾倒して曽野綾子らとともに同人誌『ラマンチャ』に参加している。

### サラリーマン作家
大学卒業後は観光会社や外国航空会社など複数の企業を転職しつつ執筆を続け、小説『空港』が群像新人文学賞候補作品になり、1958年に小説『あざやかなひとびと』で第7回文學界新人賞を受賞している。
1960年日本航空に転職。ロンドン支店駐在員や本社広報室次長などを歴任し、ロンドン勤務から帰国後の1970年代後半以降に執筆活動を再開して、1976年最初の著作であるエッセイ『新西洋事情』で第7回大宅壮一ノンフィクション賞を受賞している。なお、作家でヤクザの安部譲二とは日本航空の同僚であり、深田の妻と安部の妻の遠藤瓔子も客室乗務部で同僚であった。当時、深田は安部を「帰国子女で典型的な山の手のお坊ちゃん風」と思っており、暴力団員でもあったことを1965年の退社に至るまで全く知らなかったとしている。
その後も執筆活動を続け、1978年以降は直木賞の候補に毎年上がり、1982年に経済小説『炎熱商人』で第87回直木賞を受賞した。1983年、日本航空を退社して専業作家となる。同年個人事務所の「鶴エンタープライズ」を設立している。

### 日本航空退社後
1982年に刊行された『スチュワーデス物語』は、刊行翌年の1983年にTBSでテレビドラマ化され（堀ちえみ主演）、社会現象となるほどの高い人気を博した。
それ以降も1980年代から2000年代にわたり、TBSやフジテレビジョンなどでスチュワーデス物の小説がテレビドラマ化された。また1980年代から1990年代まで、日本航空の機内誌『ウィンズ（Winds）』で対談連載のホストを長く務めた。
1987年には『新西洋事情』から舞台をヨーロッパからアジアに移した『新東洋事情』で文藝春秋読者賞を受賞した。なお、サラリーマン生活と海外駐在経験から、海外ビジネスや企業小説が1980年代から2010年代の著書に多い。1990年代以降は李登輝元中華民国総統と複数回対談するなど、同国への関心が高い。

### 晩年
その後も「SAPIO」や「週刊文春」といった週刊誌などで多数執筆しつつ、晩年は自伝的小説『フカダ青年の戦後と恋』を二部作として発表した。2014年7月14日午後2時20分、肺炎により82歳で死去した。

## 人物

### 新しい歴史教科書をつくる会
1996年12月2日、藤岡信勝、西尾幹二らが中心となって「新しい歴史教科書をつくる会」の結成記者会見が開かれ、西尾は「この度、検定を通過した7社の中学教科書は、証拠不十分のまま従軍慰安婦の強制連行説をいっせいに採用した。安易な自己悪逆史観のたどりついた一つの帰結だ」との声明を発表した。声明文には藤岡、西尾、小林よしのり、坂本多加雄、高橋史朗、深田、山本夏彦、阿川佐和子、林真理子の計9人が呼びかけ人として名を連ねた。

### スチュワーデス物語
本人は社員で妻はスチュワーデスとそれぞれが日本航空で勤務しており、堀ちえみ主演のテレビドラマ『スチュワーデス物語』、山田邦子主演のドラマ『トップスチュワーデス物語』、山口美江主演のドラマ『なまいきスチュワーデス物語』、中井貴恵と富田靖子主演のドラマ『新人類スチュワーデス二人旅』、2008年に映画化された『フライング☆ラビッツ』など「スチュワーデスもの」が著書に多かった。妻は安部譲二と客室乗務員時代の同僚であり、深田本人も部署こそ違え知り合いであった。

### プロ野球
中日ドラゴンズの大ファンで、芸能文化人やマスコミ関係者による「われらマスコミドラゴンズ会」初代会長である。

## 著書
- 『新西洋事情』北洋社 1975  のち新潮文庫
- 『西洋交際始末』文藝春秋 1976 のち文庫
- 『対談・新西洋事情』講談社 1977 のち文庫
- 『貿易戦争と中産階級』成長政策研究会, 1977
- 『日本悪妻に乾杯』文藝春秋, 1978  のち文庫
- 『日本商人事情』新潮社 1979　のち文庫
- 『新女性問答 深田祐介対談21』集英社 1979 「深田祐介いきいき対談21」文庫
- 『革命商人』新潮社 1979 のち文庫、文春文庫
- 『海外旅行と日本人 旅行にみる文化特性』現代研究会 1979
- 『昨今日本白書』新潮社 1980  のち文庫
- 『われら海を渡る』文藝春秋 1980  のち文庫
- 『男たちの前線』新潮社, 1981  のち文庫
- 『炎熱商人』文藝春秋 1982  のち文庫
- 『深田祐介の東西旅案内』新潮社, 1982  のち文庫
- 『さらりーまん野戦学』講談社, 1982  のち文庫
- 『美貌なれ昭和 諏訪根自子と神風号の男たち』文藝春秋, 1983  のち文庫
- 『あざやかな悪妻たち マイルド・エッセイ』文春文庫 1983
- 『新・さらりーまん野戦学』講談社, 1983  のち文庫
- 『スチュワーデス物語』新潮社, 1983 のち文庫、文春文庫
- 『男の本音 対談』ティビーエス・ブリタニカ 1984  「男のホンネ」知的生きかた文庫
- 『新ワンマン・リーダーのすすめ』講談社, 1984 「さらりーまん指揮官学」文庫
- 『さらば麗しきウィンブルドン』文藝春秋, 1985 のち文庫、中公文庫
- 『美貌なれ、ニッポン 深田祐介vs.12人のリーダーたち』広済堂出版 1986
- 『神鷲（ガルーダ）商人』新潮社, 1986  のち文庫、文春文庫
- 『ビジネスマン新人学』集英社文庫 1986
- 『さらりーまん発奮学 社内起業家のすすめ』講談社, 1986  のち文庫
- 『深田祐介の最先端ウーマン学』講談社文庫 1986
- 『深田祐介の東西トラベル対談』新潮文庫 1986
- 『ドジ添乗員（コン）物語』文藝春秋, 1987 のち文庫
- 『バンコク喪服支店』文藝春秋, 1987 のち文庫
- 『新人類スチュワーデス物語』新潮社, 1987 のち文庫
- 『新東洋事情』文藝春秋, 1988 のち文庫
- 『新日本人事情』講談社 1988 のち文庫
- 『ワーキングガールナウ』集英社 1990
- 『深田祐介スカイトーク』集英社文庫 1990
- 『トップスチュワーデス物語』集英社, 1990 のち文庫
- 『新・新東洋事情』文藝春秋 1990  のち文庫
- 『仮面海峡』文藝春秋, 1991  のち文庫
- 『黎明の世紀 大東亜会議とその主役たち』文藝春秋 1991 のち文庫、「大東亜会議の真実」PHP新書
- 『華やかな悪妻たち』小学館 1991 のち文庫
- 『Tokyoワーキングウーマン新事情』集英社 1992
- 『地球味な旅』新潮社, 1992  のち文庫
- 『カイシャの不思議 新OLサバイバル学』集英社文庫 1994
- 『暗闇商人』文藝春秋 1994  のち文庫、「闇からの逃避行」グラフ社
- 『あの街この街暮らしてみたら 日本悪妻海を渡る』小学館, 1995
- 『最新東洋事情 1995年版』文藝春秋 1995 のち文庫
- 『鍵は朝鮮半島にあり!』小学館 1996
- 『高麗奔流 金正日・野望のトンネル』文藝春秋 1997  のち文庫
- 『激震東洋事情 1998年版』小学館, 1998  のち文春文庫
- 『高感度人間の人生学 自分の真価を、いま発揮する情報力の磨き方』青春出版社 1999
- 『美食は人にあり』新潮社, 1999  「美味交友録」文庫
- 『怪鳥艇』新潮社 2000  「蘇る怪鳥艇」文庫
- 『決断は我にあり』講談社 2000 「決断」文庫
- 『中国に媚びてはいけない 東洋事情2000～2001』小学館文庫 2001
- 『スチュワーデスわが天職』新潮文庫 2003
- 『翔べ!ラビッツ 新世紀スチュワーデス物語』文藝春秋 2004  「フライング・ラビッツ」文庫
- 『金正日亡命』扶桑社 2005
- 『深田祐介の憂国十番勝負 対談集』PHP研究所 2005
- 『歩調取れ、前へ! フカダ少年の戦争と恋』小学館, 2007

### 共編著
- 『私の日本私の西洋 イーデス・ハンソン 文藝春秋, 1978  のち文庫
- 『セーヌで語ろう 新フランス文化・観光案内』磯村尚徳対談 文藝春秋, 1980 のち文庫
- 『日本型資本主義なくしてなんの日本か』ロナルド・ドーア共著 光文社(カッパ・ホームス) 1993
- 『大成功アジアで会社をつくる』（編）プレジデント社 1994
- 『アジアの世紀は本当か ポスト鄧小平をズバリ読む!』中嶋嶺雄 PHP研究所, 1995
- 『鍵は「台湾」にあり!  「日・台」新関係がアジアを変える』金美齢 文藝春秋, 1996
- 『深田祐介のサラリーマン人生を充実させる事典』（編著）PHP 1997
- 『アジアは復活するのか 経済危機と日本の戦略』中嶋嶺雄 PHP研究所, 1998
- 『アジアに未来はあるのか  憂鬱の中国、絶望の北朝鮮、危うい日本』中嶋嶺雄 PHP研究所, 1999
- 『敵は中国なり 日本は台湾と同盟を結べ』金美齢 光文社, 2000
- 『アジア再考 外務省には任せられない』古森義久 扶桑社, 2001 のち小学館文庫
- 『北朝鮮・狂気の正体 金王朝の謀略と崩壊の行方』萩原遼 扶桑社 2003
- 『男友だち、女友だち もっと自由に、もっと素敵に』山本容子 集英社be文庫 2003

### 翻訳
- ロバート・ヘラー『成長人間の実学』三笠書房 1980　のち知的生きかた文庫
- リチャード・T.パスカル,アンソニー・G.エイソス『ジャパニーズ・マネジメント 日本的経営に学ぶ』講談社 1981　のち文庫
- マーク・マコーマック『マコーマックのマンビジネス ハーバードでは教えてくれない経営177則』植山周一郎共訳 集英社, 1985 のち文庫
- ウィリアム・クラーク『大予兆 世界経済が崩壊する日』田辺一夫共訳 講談社, 1985